# Kalarippayattu
Kalarippayattu o kalaripayattu (in malayalam: കളരിപയറ്റ്; in tamil: களரிபயத்து, pronunciato [kaɭəɾipːajətːɨ̆]) è un'arte marziale indiana originaria del Kerala e praticata in quello stato indiano e in parte anche nel Tamil Nadu. È la più antica arte marziale orientale conosciuta. Incorpora calci, prese, sequenze coreografiche e armi, e anche tecniche di guarigione. Le varianti regionali dell'arte sono classificate come Stile Settentrionale, Meridionale e Centrale.
Kalaripayattu è ritratta in diversi film regionali e internazionali come il Mito di Asoka.
Kalarippayattu si è diffusa in Europa grazie agli sforzi di Anil Machado e in America da Shiva Rea. Sono i maestri leader in Europa e in America.